# Longtown (Cumbria)
Longtown is een plaats in het bestuurlijke gebied City of Carlisle, in het Engelse graafschap Cumbria met 3.000 inwoners.